# L'Ennemi naturel
Pour plus de détails, voir Fiche technique et Distribution.
L'Ennemi naturel est un film policier français, réalisé par Pierre Erwan Guillaume en 2004.

## Synopsis
L'action est située en Bretagne, où un jeune lieutenant de police judiciaire, appelé Nicolas Luhel, est chargé d'enquêter sur les circonstances de la mort d'un adolescent survenue une nuit sur les rochers d'une plage. Le principal suspect est le père du garçon, Serge Tanguy. Mis à l'écart par tout le village depuis le suicide du témoin principal, Nicolas se laisse piéger par l'influence étrange et fascinante que le père exerce sur tout le monde autour de lui. En effet, émane de lui une force érotique indéniable qui bouleverse le jeune inspecteur, lui-même jeune père. Finalement, Luhel découvre la vérité sur l'assassinat et estime que la loi est insuffisante pour y faire face. En conséquence, il décide de garder le secret et de demander un non-lieu. À la fin du film, un coup de théâtre provoque le rapprochement irrésistible de l'inspecteur et du père de la victime, lui-même symbole sexuel paternel et salvateur.

## Citation
Tanguy renvoie Luhel aux questions essentielles : qu’est-ce qu’être un homme ? Qui est mauvais, qui est bon ? Où est le vrai courage ?, interview de P. E. Guillaume.

## Fiche technique
Source : IMDb, sauf mention contraire
- Réalisateur : Pierre Erwan Guillaume
- Scénariste : Pierre Erwan Guillaume, Zoé Galeron et Gladys Marciano
- Musique du film : Roland Cahen, Sarah Class
- Directeur de la photographie : Pierre Milon
- Montage : Anne Riegel
- Distribution des rôles : Stéphane Batut
- Création des décors : Igor Gabriel
- Création des costumes : Judy Shrewsbury
- Sociétés de production :  Movimento Productions, Arte France Cinéma, Zephyr Films
- Format : couleur - 1,85:1 - 35 mm
- Pays d'origine :  France
- Genre : policier
- Durée : 1h37
- Date de sortie :	
  -  France : 8 décembre 2004

## Distribution
- Jalil Lespert : lieutenant Luhel
- Aurélien Recoing : Monsieur Tanguy, le père de la victime
- Patrick Rocca : major Le Mener
- Doria Achour : Adèle Tanguy
- Florence Loiret Caille, Nathalie, la femme de Luhel
- Lucy Russell : l'ex-femme de Tanguy
- Anne Coesens : la compagne de Tanguy
- Alexandra London : la maîtresse de Tanguy
- Fred Ulysse : le vieux Goulven
- Anne-Louise Trividic : l'adjointe au maire
- Éric Savin : brigadier Beaupré
- Loïc Houdré : gendarme Guillou
- Guillaume Bienvenu : Richard Tanguy

## Distinctions
- 2005: prix du meilleur film du festival du cinéma de Lisbonne[3]